# Turn Loose the Swans
Turn Loose the Swans – druga płyta studyjna brytyjskiego zespołu My Dying Bride wydana w październiku 1993 roku przez wytwórnię płytową Peaceville.

## Lista utworów
Opracowano na podstawie materiału źródłowego.
| Nr  | Tytuł utworu                                          | Długość |
| --- | ----------------------------------------------------- | ------- |
| 1.  | „Sear Me MCMXCIII”                                    | 7:21    |
| 2.  | „Your River”                                          | 9:24    |
| 3.  | „The Songless Bird”                                   | 7:00    |
| 4.  | „The Snow in My Hand”                                 | 7:08    |
| 5.  | „The Crown of Sympathy”                               | 12:15   |
| 6.  | „Turn Loose the Swans”                                | 10:08   |
| 7.  | „Black God”                                           | 4:52    |
| 8.  | „Le Cerf Malade” (utwór dodatkowy)                    | 6:31    |
| 9.  | „Transcending (Into the Exquisite)” (utwór dodatkowy) | 8:39    |
| 10. | „Your Shameful Heaven” (live; utwór dodatkowy)        | 5:56    |
|     |                                                       | 1:19:14 |

## Twórcy
Opracowano na podstawie materiału źródłowego.
| Zespół My Dying Bride w składzie - Aaron Stainthorpe – śpiew, oprawa graficzna albumu, zdjęcia - Andrew Craighan – gitara, oprawa graficzna albumu - Calvin Robertshaw – gitara - Adrian Jackson – gitara basowa - Rick Miah – perkusja - Martin Powell – skrzypce, instrumenty klawiszowe |  | Inni - Robert "Mags" Magoolagan – produkcja, inżynieria dźwięku - Noel Summerville – mastering (masteringu dokonano w studiu Transfermation w Londynie) |